# Горяне
Горяне́ —  село в Україні, у Великобурлуцькій селищній громаді Куп'янського району Харківської області. Населення становить 363 осіб. До 2020 орган місцевого самоврядування — Великобурлуцька селищна рада.

## Географія
Село Горяне знаходиться на правому березі річки Великий Бурлук, вище за течією розташоване село Буряківка, на протилежному березі селище Великий Бурлук, до села примикає великий лісовий масив - урочище Неруб (дуб).

## Історія
1750 — дата заснування.
12 червня 2020 року, відповідно до розпорядження Кабінету Міністрів України № 725-р «Про визначення адміністративних центрів та затвердження територій територіальних громад Харківської області», увійшло до складу Великобурлуцької селищної громади.
19 липня 2020 року, в результаті адміністративно-територіальної реформи та ліквідації Великобурлуцького району, село увійшло до складу Куп'янського району Харківської області.
24 лютого 2022 року почалася російська окупація села.
11 вересня 2022 року Збройні Сил України в ході Харківської контрнаступальної операції звільнили від російських окупантів населені пункти Великобурлуцької селищної територіальної громади.

## Економіка
- В селі є кілька молочно-товарних і птахо-товарна ферми.
- Лісорозсадник.
- «МАЯК», сільськогосподарське ПП.

## Об'єкти соціальної сфери
- Лікарня.
- Спортивний майданчик.

## Пам'ятки
- Регіональний ландшафтний парк "Великобурлуцький степ". Площа 2042,6 га. .

## Топоніміка
- вул. Мирна.
- вул. Свободи.
- вул. Садова.
- вул. Садова-2.
- вул. Народна.
- вул. Вишнева.